# فن واقستين
فِنْ واقستن (بالدنماركية: Finn Waagstein) هو طبيب قلب سويدي وأستاذ أمراض القلب في مستشفى ساهلغرينسكا الجامعي، جامعة غوتنبرغ. وُلِد البروفيسور فِنْ واقستن سنة 1938 في كوبنهاغن بالدنمارك، وقد تعلَّم فيها حتى حصل على إجازة الطب من جامعة آرهوس بالدنمارك سنة 1956، ثم على البورد الأمريكي سنة 1964. وهو حالياً أسـتاذ أمراض القلب، وكبير الأطباء في مختبر والنبرغ لبحوث القلب والأوعية الدموية التابع لمعهد أمراض القلب والرئتين بمستشفى ساهلغرينسكا الجامعي التابع لجامعة غوتنبرغ في السويد.

## مسيرته المهنية
تبوَّأ البروفيسور واقستين مناصب أكاديمية وطبية وإدارية عديدة، وشارك في تأسيس أول برنامج لزراعة القلب في السويد، كما كان أحد المسئولين عن إدارته وشارك كذلك في العديد من مشروعات بحوث أمراض القلب والأوعية الدموية، وأسهم في تطوير مختبر والنبرغ لبحوث القلب حتى أصبح من أهم المختبرات في المنطقة.
في سبعينيات القرن الماضي، أحدث فِنْ واقستن وبعد ذلك بفترة وجيزة كارل سويدبرج (وهو أيضًا أستاذ في جامعة غوتنبرغ) ثورة في علاج قصور القلب في غوتنبرغ عندما قاما بإعطاء المرضى حاصرات المستقبل بيتا لعلاج قصور القلب المزمن على عكس ما كان سائدا في تلك الفترة.
كان علاج واقستن مثيرًا للجدل إلى حد كبير في ذلك الوقت فالأدوية المتبعة حينها كانت الديجوكسينومدرات البول. عالج واقستن مريضًا بحاصرات بيتا لأول مرة في عام 1973 ونشر التجربة مع سبعة مرضى في عام 1975. على الرغم من نجاح العلاج إلا أنه لم يحظ بالقبول حتى التسعينيات، خاصة بعد دراسة أوروبية نُشرت عام 1993 عن فوائد الميتوبرولوللعلاج اعتلال عضلة القلب المتوسعة.
أكثر ما يجلب له الفخر هو فهمه في مرحلة مبكرة من بحثه بأن اختلال إنتاج الطاقة كان العامل الرئيسي في فشل القلب الانقباضي.
يتبوأ فن واقستن منصب زميل في الجمعية الأوروبية لطب القلب، وهو عضو مؤسس لمجموعة العمل المعنية بفشل القلب في عام 1994، وحاصل على وسامها في عام 2001. بعيدًا عن عالم الطب، البروفيسور واقستن جزء من عائلة كبيرة بها 14 حفيدًا، ويحب المطالعة والموسيقى والرحلات والإبحار في قاربه.
لم يعد البروفيسور واقستن يجري أبحاثًا بصفته أستاذًا فخريًا، ولكنه عضو في اللجان التوجيهية والمجالس الاستشارية ومجالس السلامة والمراقبة بالإضافة إلى ذلك فهو يلقي محاضرات في المؤتمرات الدولية، وما يزال يفحص المرضى.

## أبحاثه ومقالاته
نشر واقستن عدة مقالات في عدة مجلات طبية من بينها مجلة المُهجة البريطانية وتتمحور معظمها حول فوائد الحاصرات بيتا وأمراض القلب. تعد سنة 1975 سنته الأكثر إنتاجية بنشره لأربعة عشر مقالا.
من بين ما نشره:
- آثار الميتوبرولول المُسَيّر على معدل الوفيات الإجمالي والاستشفاء والعافية لدى المرضى الذين يعانون من قصور القلب: تجربة عشوائية بـ"Metoprolol CR/XL" لمرضى قصور القلب الاحتقاني.[5]
- حاصرات بيتا لعلاج قصور القلب.[6]
- المعايرة لاستهداف جرعة بيسوبرولول بالمقارنة مع كارفيديلول في المرضى المسنين المصابين بقصور في القلب: تجربة CIBIS-ELD.[7]

## جائزة الملك فيصل العالمية
تحصل فن واقستن على جائزة الملك فيصل العالمية في عام 2002 لإسهاماته في مجال الطب وخصوصا أمراض قصور القلب المزمن وأيضا لمثابرته في إجراء التجارب السريرية والمخبرية رغم ما قوبل به من رفض ومعارضة.